# المدیا (پنسیلوانیا)
المدیا، پنسیلوانیا (به انگلیسی: Almedia, Pennsylvania) یک منطقهٔ مسکونی در ایالات متحده آمریکا است که در شهرستان کلمبیا واقع شده‌است.

## خصوصیات
المدیا ۲٫۱ کیلومترمربع مساحت و ۱٬۰۷۸ نفر جمعیت دارد و ۱۵۳٫۹۳ متر بالاتر از سطح دریا واقع شده‌است.